# Амигдалиес
Амигдалиес, още Пикривеница или Пикровеница (на гръцки: Αμυγδαλιές, през 1919 – 1927 година: Πικριβενίτσα, Пикривеница, до 1919 година: Πρεβενίτσα, Превеница), е село в Република Гърция, дем Гревена, област Западна Македония.

## География
Селото е разположено на 840 m надморска височина, на около 15 km северно от град Гревена.

## История

### В Османската империя
На 2,5 km източно от селото в църквата „Свети Атанасий“, издигната през 1650 година, има ценни стенописи от XVII век.
В края на XIX век Пикровеница е гръцко християнско село в северната част на Гребенската каза на Османската империя. Според статистиката на Васил Кънчов през 1900 година в Пикровеница има 484 гърци.
На Етнографската карта на Битолския вилает на Картографския институт в София от 1901 година Бикровеница е чисто гръцко село в Гревенската каза на Серфидженския санджак със 76 къщи.
Според статистика на Серфидженския санджак на гръцкото консулство в Еласона от 1904 година в Пикривеница (Πικριβενίτσα), Гревенска каза, живеят 500 гърци елинофони християни.

### В Гърция
През Балканската война в 1912 година в селото влизат гръцки части и след Междусъюзническата в 1913 година Пикровеница остава в Гърция.
През 1927 година името на селото е сменено на Амигдалиес.
В 1941 година в центъра на селото започва възстановяването на църквата „Свети Димитър“, която е от XVIII век. В района на селото има още четири храма – „Свети Христофор“ (1987) на 200 m западно от селото, „Успение Богородично“ и „Света Параскева“ (1972) на 1 km на юг и „Свети Безсребреници“ (1980) на изток. На Нова година се провежда традиционният обичай „Рогацария“, живописно се отбелязват и Заговезни. Главният селски събор се провежда на 2 май, когато е храмовият празник на църквата „Свети Атанасий“.
Населението произвежда жито, тютюн и други земеделски култури, като частично се занимава и със скотовъдство.
| Име         | Име          | Ново име     | Ново име    | Описание                                          |
| ----------- | ------------ | ------------ | ----------- | ------------------------------------------------- |
| Кюнги       | Κιούγκι      | Пилосолинеос | Πηλοσωλήνες |                                                   |
| Сара Алони  | Σαρρά Ἀλώνι  | Алони        | Αλώνι       | връх Ю от Амигдалиес                              |
| Панар Лакос | Πανάρ Λάκκος | Панеритикос  | Πανερίτικος | река Ю от Амигдалиес, ляв приток на Гревениотикос |

| Година    | 1913 | 1920 | 1928 | 1940 | 1951 | 1961 | 1971 | 1981 | 1991 | 2001 | 2011 | 2021 |
| --------- | ---- | ---- | ---- | ---- | ---- | ---- | ---- | ---- | ---- | ---- | ---- | ---- |
| Население | 655  | 629  | 1019 |      | 914  | 915  | 568  | 685  | 640  | 714  | 446  | 307  |

## Личности
Починали в Амигдалиес
- Василиос Михалопулос (Βασίλειος Μιχαλόπουλος), гръцки андартски деец, четник на Лукас Кокинос, родом е от Кипариси[11]